# I bandoleros
I bandoleros (Gunfighters) è un film del 1947 diretto da George Waggner.